# Republica Sovietică Socialistă Lituaniană (1918-1919)
 Republica Sovietică Socialistă Lituaniană (1918-1919) (în lituaniană Lietuvos Tarybų Socialistinė Respublika) a fost o republică sovietică efemeră proclamată pe 16 decembrie 1918 de un guvern provizoriu condus de Vincas Mickevičius-Kapsukas. Republica a încetat să existe pe 27 februarie 1919, când a fost unită cu Republica Sovietică Socialistă Belarusă, formând Republica Sovietică Socialistă Lituaniano-Belarusă (Litbel). În timp ce s-au făcut eforturi pentru a reprezenta RSS Lituaniană ca produs al unei revoluții socialiste susținute de lituanieni, a fost în mare parte o entitate orchestrată de Moscova, creată pentru a justifica declanșarea războiului lituaniano-sovietic. Un istoric sovietic a descris astfel evenimentele legate de proclamarea RSSL: „Faptul că guvernul Rusiei Sovietice a recunoscut o tânără Republică Sovietică Lituaniană a demascat minciuna SUA și a imperialiștilor britanici că Rusia Sovietică ar fi căutat obiective rapace în ceea ce privește  Țările baltice ". În general, lituanienii nu au susținut cauzele sovietice și s-au au sprijinit propriul stat național, declarat independent la 16 februarie 1918 de către Consiliul Lituaniei. 

## Contextul  istoric
Germania a fost înfrântă în Primul Război Mondial și a semnat armistițiul de la Compiègne pe 11 noiembrie 1918. Forțele sale militare au început să se retragă din fostele teritorii „Ober Ost”. Două zile mai târziu, guvernul Rusiei Sovietice a denunțat Tratatul de la Brest-Litovsk, care garanta independența Lituaniei. În scurtă vreme, Armata Roșie a lansat o o ofensivă spre vest împotriva Estoniei, Letoniei, Lituaniei, Poloniei și Ucrainei într-un efort de propagare a revoluției proletare mondiale și de înlocuire a mișcărilor naționale de independență cu republici sovietice. Forțele sovietice au înaintat în spatele trupelor germane în retragere și au ajuns la granițele Lituaniei la sfârșitul lunii decembrie 1918.

## Formarea

Linia sovietică a frontului în ianuarie 1919 (linia roșie). Obiectivul ofensivei sovietice era să urmărească trupele germane în retragere și să creeze republici sovietice în teritoriile pe care le părăsiseră germanii

Comuniștii nu au fost activi în Lituania până la sfârșitul verii anului 1918. Partidul Comunist al Lituaniei (PCL) a fost organizat la primul congres convocat la Vilnius între 1 și 3 octombrie, la care au participat 34 de delegați. Pentru funcția de președinte al PCL a fost ales Pranas Eidukevičius. Partidul a decis să urmeze exemplul dat de  Partidul Comunist al Întregii Rusii (bolșevicii) și să organizeze o revoluție socialistă în Lituania. Planurile au fost instigate și finanțate de Moscova, fiind supervizate de Adolph Joffe și Dmitri Manuilski. Vincas Mickevičius-Kapsukas a trimis pe 2 decembrie un delegat care să aducă de la Moscova 15 milioane de ruble pentru finanțarea „revoluției”. Pe 8 decembrie, PCL a format un guvern provizoriu revoluționar cu opt miniștri condus de Mickevičius-Kapsukas. Ceilalți membri ai cabinetului au fost Zigmas Angarietis, Pranas Svotelis-Proletaras, Semion (Șimon) Dimanstein, Kazimierz Cichowski, Aleksandras Jakševičius, Konstantinas Kernovičius și Yitzhak Weinstein (Aizikas Vainšteinas). Istoricii independenți nu cred că guvernul provizoriu s-a format cu adevărat la Vilnius, așa cum au susținut sursele sovietice. Este mai probabil ca guvernul să fi urmat înaintarea Armatei Roșii. Între 16 decembrie 1918 și 7 ianuarie 1920, guvernul și-a avut sediul în Daugavpils, care fusese ocupat de Armata Roșie pe 9 decembrie 1918.
Guvernul a emis o proclamație, tipărită cu data de 16 decembrie, prin care era declarată înființarea RSS Lituaniene.. Proclamația a fost mai întâi publicată în ziarul rus Izvestia pe 19 decembrie, după care a fost citită și la radio. Proclamația a fost publicată la Vilnius cinci zile mai târziu.
Un proiect al manifestului, pregătit de Kapsukas, a subliniat necesitatea unor legături strânse cu Rusia bolșevică și s-a încheiat cu sloganul "Trăiască Republica Sovietică Federativă Socialistă Rusă cu Lituania Sovietică încorporată!" Versiunea finală, corectată de Stalin, a eliminat referirea la uniune cu RSFS Rusă și a înlocuit-o cu sloganul „Trăiască Republica Sovietică Lituaniană eliberată!” Kapsukas nu a vrut să înființeze o republică sovietică independentă, deoarece a militat mulți ani împotriva separatismului și independenței lituaniene. El respinsese ideea de autodeterminare, fiind influențat de ideile lui Rosa Luxemburg.
Nou formata republică sovietică a cerut sprijinul Rusiei, care a recunoscut în timp util Lituania sovietică ca stat independent pe 22 decembrie. În aceeași zi, Armata Roșie a ocupat Zarasai și Švenčionys de la granița lituaniano-sovietică. După acest moment, guvernul provizoriu a părut că și-a încetat existența și că nu a încercat să obțină o mai largă recunoaștere. Forțele terestre lituaniene, aflate încă în faza de început a formării, nu au fost capabile să reziste în mod eficient înaintării sovietice. Pe 5 ianuarie 1919, Armata Roșie a ocupat Vilniusul și, până la sfârșitul lunii ianuarie, sovieticii controlau cam două treimi din teritoriul lituanian.
Republici similare au fost fondate cu sprijin sovietic în Letonia (Republica Socialistă Sovietică Letonă) și Estonia (Comuna Muncitorilor Estoni). 

## Conducerea
RSS Lituaniană a fost o republică incapabilă să se descurce fără sprijinul Rusiei. În Rusia, sovietele erau sprijinite de clasa muncitorilor industriali, care era însă slab dezvoltată în Lituania. Pe 21 ianuarie, Rusia a oferit un împrumut de 100 de milioane de ruble guvernului provizoriu. Lituania sovietică nu și-a organizat propria armată. În luna februarie a anului 1919, Kapsukas a trimis o telegramă  la Moscova în care susținea că recrutarea lituanienilor în Armata Roșie nu ar fi făcut decât să încurajeze localnicii să se alăture voluntar armatei lituaniene. În acest timp, în teritoriul pe care îl ocupaseră, sovieticii au creat comitete revoluționare și soviete după modelul rusesc.
Sovietele au cerut orașelor și satelor ocupate să plătească sume mari de bani pentru susținerea efortului de război. De exemplu, locuitorilor din  Panevėžys li s-a cerut să plătească 1 milion de ruble, celor din Utena 200.000 de ruble, iar satelor câte  10 ruble. Sovietele au naționalizat instituțiile comerciale și proprietățile funciare mari și au alocat pământul pentru munca în cooperative agricole (colhozuri) în loc să îl redistribuie printr-o reformă agricolă țăranilor individuali. Dificultățile economice și lipsa de numerar au fost ilustrate printr-un decret publicat în ianuarie 1919, care interzicea instituțiilor financiare să nu plătească mai mult de 250 de ruble pe săptămână oricărui client. Într-o țară în care catolicismul și naționalismul  caracterizau majoritatea  populației, promovarea de către sovietici a internaționalismului și ateismului a dus la înstrăinarea populației locale și a contribuit în cele din ură la retragerea sovietelor.

### Membii Sovietului Comisarilor Poporului
| Membii Sovietului Comisarilor Poporului | Membii Sovietului Comisarilor Poporului                | Membii Sovietului Comisarilor Poporului                |
| Position                                | Pe 6 ianurie 1919                                      | Pe 22 ianuarie 1919                                    |
| --------------------------------------- | ------------------------------------------------------ | ------------------------------------------------------ |
| Comisar pentru Afacerile Externe        | Vincas Mickevičius-Kapsukas (președinte al Sovietului) | Vincas Mickevičius-Kapsukas (președinte al Sovietului) |
| Comisar pentru Afacerile Interne        | Zigmas Angarieti (adjunct al președintelui Sovietului) | Zigmas Angarieti (adjunct al președintelui Sovietului) |
| Comisar pentru Hrană                    | Aleksandras Jakševičius                                | M. Slivkin                                             |
| Comisar pentru Muncă                    | Semion (Șimon) Dimanstein                              | Semion (Șimon) Dimanstein                              |
| Comisar pentru Finanțe                  | Kazimierz Cichowski                                    | Kazimierz Cichowski                                    |
| Comisar pentru Transporturi             | Pranas Svotelis-Proletaras                             | Aleksandras Jakševičius                                |
| Comisar pentru Agricultură              | Yitzhak Weinstein-Branovski                            | Vaclovas Bielskis                                      |
| Comisar pentru Educație                 | Vaclovas Biržiška                                      | Vaclovas Biržiška                                      |
| Comisar pentru Comunicații              | –                                                      | Pranas Svotelis-Proletaras                             |
| Comisar pentru Afacerile Militare       | –                                                      | Rapolas Rasikas                                        |
| Comisar pentru Economia Poporului       | –                                                      | Yitzhak Weinstein-Branovski                            |
| Comisar pentru Comerț și Industrie      | –                                                      | Yitzhak Weinstein-Branovski                            |

## Desființarea și consecințele acesteia
În perioada 8 - 15 februarie 1919, voluntarii lituanieni și germani au oprit înaintarea sovieticilor i-au împiedicat să cucerească orașul Kaunas, capitala temporară a Lituaniei. La sfârșitul lunii februarie, germanii au declașat o ofensivă în Letonia și nordul Lituaniei. Sovieticii s-au confruntat atât cu probleme militare dar și cu populația locală ostilă și au hotărât să unească slabele republicile sovietice lituaniană și bielorusă în Republica Sovietică Socialistă Lituaniano-Bielorusă (Litbel), condusă de Kapsukas. Și partidele comuniste ale celor două republici au fost unite în Partidul Comunist (bolșevic) al Lituaniei și Bielorusiei. 
Aceste schimbări au avut un efect nesemnificativ și forțele poloneze au cucerit orașele Vilnius (Vilna) în aprilie și Minsk în august 1919 în timpul  războiului polono-sovietic din 1919-1921 Litbel a fost desființată pe 17 iulie 1919. 
Când situația de pe frontul polono-sovietic s-a modificat în favoarea Moscovei, sovieticii au cucerit Vilniusul pe 14 iulie 1920. Ei nu au cedat orașul în mâinile lituanienilor, așa cum se convenise în Tratatul de Pace Sovieto-Lituanian, semnat doar cu două zile mai înainte. În schimb, sovieticii au planificat o lovitură de stat pentru răsturnarea guvernului lituanian și restabilirea republicii sovietice, așa cum au procedat în cazul  Bileorusiei . Până la urmă, sovieticii au fost înfrânți la porțile Varșoviei și au fost respinși de polonezi. Anumiți istorici consideră că victoria polonezilor a salvat independența Lituaniei și a îndepărtat pericolul unei lovituri de stat orchestrate de sovietici. În timpul  perioadei interbelice, relațiile lituaniano-sovietice au fost în general prietenești dar, la câteva luni de la izbucnirea celei de-a doua conflagrații mondiale, Uniunea Sovietică a decis în iulie 1940 să ocupe Lituania, Letonia și Estonia. Propaganda oficială sovietică a descris ocupația ca pe „restaurarea puterii sovietice de către masele revoluționare” .

## Vedeți și:
- Istoria Lituaniei
- Regatul Lituaniei (1918)
- Republicile Uniunii Sovietice